# Jean-Pierre Jolivet
Jean-Pierre Jolivet fue un político de Quebec, Canadá. Sirvió como miembro del Gabinete Ejecutivo del Quebec y de la Asamblea Nacional del Quebec.

## Biografía
Nació en Montreal en 1941 y creció en el área de Mauricie. Estudió Educación en la Universidad Laval. Antes de entrar en política, Jolivet fue profesor y unionista.

## Miembro de la Legislatura
Jolivet se presentó como candidato en el distrito de Laviolette por el Partido Quebequés. Fue elegido en el segundo intento y fue reelegido en las Elecciones Generales de 1981.
Sirvió como Presidente de la cámara desde 1980 a 1984.

## Miembro del Gabinete
El primer ministro del Quebec René Lévesque lo designó al Gabinete en 1984. Jolivet sirvió como Ministro de Silvicultura desde 1984 hasta las Elecciones Generales de Quebec en 1985.

## Oposición
El liberal Robert Bourassa ganó las Elecciones Generales de Quebec en 1985 por una diferencia considerable. Durante este tiempo, Jolivet permaneció solamente como miembro representante del distrito de Mauricie.
- Datos: Q3169429